# Kelurahan Jaya Setia
Kelurahan Jaya Setia is een bestuurslaag in het regentschap Bungo van de provincie Jambi, Indonesië. Kelurahan Jaya Setia telt 5815 inwoners (volkstelling 2010).